# Abraxas notabilis
Abraxas notabilis är en fjärilsart som beskrevs av Eugen Wehrli 1929. Abraxas notabilis ingår i släktet Abraxas och familjen mätare. Inga underarter finns listade i Catalogue of Life.